# Tormenta tropical Alpha (2005)
La Tormenta tropical Alpha, fue la vigesimotercera tormenta tropical habida (y, por tanto, bautizada) en la temporada de huracanes en 2005 (batiendo el récord de 1933).
El centro de la tormenta tropical se situaba a las 17.00 (21.00 GMT) cerca de la latitud 17,0º norte y longitud 68,9º oeste, a unos 335 km al oeste-suroeste de San Juan, Puerto Rico y 200 km al sursureste de Santo Domingo, según informó a esa hora el Centro Nacional de Huracanes (CNH) de Estados Unidos.
"Alpha" se movía hacia el noroeste a casi 24 km/h hora con vientos máximos sostenidos de 65 km/h y ráfagas más fuertes, y sus vientos con fuerza de tormenta tropical se extienden hasta 75 kilómetros del centro de la tormenta.
- Datos: Q1970760
- Multimedia: Tropical Storm Alpha (2005) / Q1970760